# Pieve di Santa Maria alla Chiassa
La pieve di Santa Maria alla Chiassa è una chiesa di Arezzo che si trova in località Chiassa.

## Storia e descrizione
Documentata in epoca altomedievale, la chiesa è a tre navate con tre absidi e copertura a capriate lignee. Di origine paleocristiana, fu ricostruita nel X-XI secolo su progetto di Maginardo, architetto del Duomo Vecchio di Arezzo. Precedente è stata una fase longobarda testimoniata da un pluteo conservato all'interno e databile all'VIII secolo. Al X secolo rimandano due colonnette scolpite a motivi vegetali. Ottocentesco è il campanile. Al 1923-1925 risale il rimaneggiamento della facciata. Due momenti distinti caratterizzano la decorazione interna delle pareti. Una serie di affreschi è trecentesca, assegnabile alla scuola di Spinello Aretino. Di derivazione pierfrancescana sono le figure dell'absidiola di sinistra.